# Катастрофа DHC-6 в Мустанге
Катастрофа DHC-6 в Мустанге — авиационная катастрофа, произошедшая 29 мая 2022 года. Самолёт DHC-6-300 авиакомпании Tara Air (эксплуатировался в интересах Yeti Airlines) выполнял плановый внутренний рейс TRA197 (NYT1199) по маршруту Покхара—Джомсом, но в 10:07 по местному времени пропал с экранов радаров и перестал выходить на связь с авиадиспетчерами. На борту находилось в общей сложности 22 человека (19 пассажиров и 3 члена экипажа), все они погибли.

## Самолёт
Исчезнувший DHC-6-300 имел бортовой номер 9N-AET и серийный 619. Совершил свой первый полёт 21 апреля 1979 года. Оборудован двумя турбовинтовыми двигателями Pratt & Whitney Canada PT6A-27.

## Экипаж и пассажиры
На борту находилось 22 человека — 19 пассажиров и 3 члена экипажа (2 пилота и 1 бортпроводник).
| Гражданство | Пассажиры | Экипаж | Всего |
| ----------- | --------- | ------ | ----- |
| Непал       | 13        | 3      | 16    |
| Индия       | 4         | 0      | 4     |
| Германия    | 2         | 0      | 2     |
| Всего       | 19        | 3      | 22    |

## Хронология событий
Самолёт вылетел из Покхары в 9:55 по местному времени и должен был приземлиться в аэропорту Джомсом в 10:15. По данным Управления гражданской авиации Непала, он потерял связь с авиадиспетчерами в 10:07 над деревней Горепани.

## Спасательная операция
Поисковые работы были затруднены плохими погодными условиями. На месте работал поисковый вертолёт, который отправился обратно на аэродром вылета из-за погодных условий. Поисковые работы также проводились авиакомпанией Kailash Air, но обнаружить самолёт не удалось. Местоположение телефона капитана было отслежено поисково-спасательной командой при содействии Nepal Telecom. Представитель Yeti Airlines заявил, что последнее местоположение телефона находилось в окрестностях Лит, деревни в районе Мустанг.
Местные жители из Лит сообщили полиции о «необычном звуке» недалеко от деревни. Авиадиспетчеры в аэропорту Джомсом также сообщили, что слышали громкий шум примерно во время исчезновения. Местные жители также сообщили о пожаре недалеко от деревни. Из-за плохих погодных условий и начала сумерек спасательная операция была свёрнута до понедельника, 30 мая.
30 мая, через 20 часов после потери связи с бортом, его обломки нашли на высоте около 4500 метров в предгорьях Гималаев в районе Мустанг. Также найдены тела всех 22 погибших в катастрофе и речевой бортовой самописец. Тела разбросаны в радиусе 100 метров от места катастрофы.